# جبال تسالة
جبال تسالة سلسلة جبلية تمتد من مرتفعات وهران شمالا إلى سيدي بلعباس جنوبا.

## الموقع
جبل تسالة، أو كما يسميه السكان المحليون بـجبل العطوش، وهو جبل يمتد من منطقة سيدي حمادوش، إلى منطقة تسالة في ـولاية سيدي بلعباس، و يبعد عن مقر الولاية بنحو 10 كيلومترات، ويقدر ارتفاع الجبل ب 1061 م عن مستوى سطح البحر.
موقعه الاستراتيجي هام، بدليل أن كل القوات الاستعمارية التي تعاقبت على الجزائر عبر مختلف الأزمنة كانت تجعل من جبل تسالة برجا لمراقبة مناطق نفوذها على امتداد مساحات شاسعة حتى ولاية وهران التي تظهر أضواؤها ليلا من الجبل.

## السياحة
ولقد اقترح تصنيف المنطقة لتكون منطقة توسع سياحي ومحمية طبيعية مهيأة لاستقبال المشاريع السياحية، لكن هذا التأخر في التصنيف والمشاريع السياحية لم يمنع السكان من التوافد إلى الجبل واستغلال مناظره الخلابة وهوائه الصحي العليل الذي كان سببا في بناء مركز لعلاج الأطفال المصابين بداء الربو في أعلى قمته.

## الحصن الروماني
شيد الحصن بجبل تسالة ابان الحقبة الرومانية ويعد حصنًا لمراقبة القوافل القادمة من الجنوب نحو وهران وعين تموشنت وتلمسان على ارتفاع 1061 م.

## حوادث
في كانون الأول/سبتمبر 1999 ضرب هزة أرضية بقوة 5.8 درجة على مقياس ريختر جبال تسالة وأسفرت عن سقوط 28 قتيلًا و200 جريح.